# TRT Kurdî
TRT Kurdî (dawniej TRT 6) – turecki kanał telewizyjny nadający treści w językach kurmandżi i zazaki. Został uruchomiony w 2009 r. jako TRT 6; od 2015 r. funkcjonuje pod nazwą TRT Kurdî.
Kanał spotyka się głównie z krytyką ze strony ludności kurdyjskiej w Turcji z powodu oskarżenia o bycie pośrednikiem rządu. Ankieta przeprowadzona w 2018 ukazała, że większość (59%) Kurdów w Turcji nie ufa kanałowi.